# Norbana (gens)

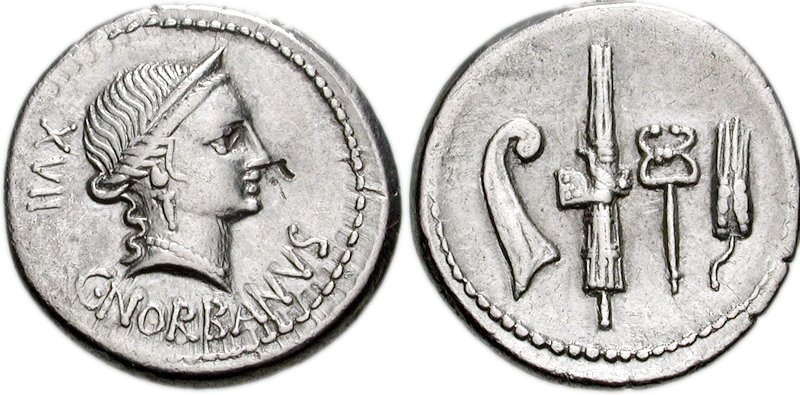
Denário de Caio Norbano, 83 aC. O anverso representa Vênus, enquanto o reverso apresenta uma haste de proa, fasces, caduceu e uma espiga de trigo, uma alusão a seu pai levantando o cerco de Régio durante a Guerra Social.

A gens Norbana era uma família plebeia da Roma Antiga. Os membros desta família são mencionados inicialmente no início do século I a.C. e, desde então, até ao final do século II d.C., ocuparam uma série de cargos importantes, durante o final do Período Republicano e, posteriormente, sob os imperadores. 

## Origem
Como a maioria da gentilicia romana terminam em em -ius, muitos escritores supuseram que Norbano (Norbanus) era um cognome, talvez pertencente a um ramo da gens Junia. Mas na verdade, é um gentilicium pertencente a uma classe de nomina que terminam em -anus .    Tais nomes eram comuns em famílias de origem da região da Úmbria, e menos característicos das gentes de origem latinas.  O nome da família dos Norbani provavelmente deriva da cidade de Norba, no Lácio, mas, como nenhum dos membros conhecidos da gens mostra qualquer associação com a cidade, talvez tenha sido um ancestral anterior e desconhecido que veio de ali, sugerindo que a família é mais antiga do que sugerem os registros disponíveis.   O primeiro Norbani que apareceu no final da República, Ronald Syme sugeriu uma origem etrusca . 

## Ramos e cognomina
O sobrenome principal dos Norbani é Flaco (Flaccus), um sobrenome comum que se traduz como "flácido" ou "orelhudo".   Outros sobrenomes incluem Balbo(Balbus), nome comum que se refere a quem gagueja; isso também tem a grafia Bulbus.  

## Membros

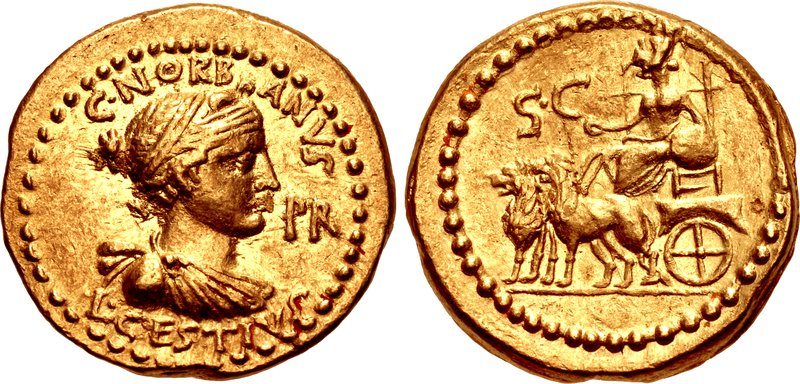
Áureo de Caio Norbano e Lúcio Céstio, 43 a.C. No anverso está um busto da Sibila de Cumas, enquanto no reverso Cibele dirige uma biga puxada por leões, talvez aludindo à vitória antecipada de Otaviano sobre Bruto e Cássio.

### Norbani Flacci
- Caio Norbano, cônsul em 83 a.C., durante a guerra civil entre Sula e os seguidores de Mário. Ele conheceu Sula em uma batalha perto de Cápua, e foi terrivelmente derrotado. Depois de uma segunda derrota em 82 a.C., quando Norbano era procônsul, fugiu para Rodes, mas ao saber que Sula havia exigido que ele fosse entregue a ele, suicidou-se. [14] [15] [16] [17] [18] [19] [20]
- Caio Norbano C. f., triumvir monetalis em 83 a.C., mesmo ano de seu pai como cônsul. [i] [21] [22]
- Caio Norbano C. f. C.n. Flaco, um dos generais sob o comando de Otaviano e Marco Antônio em 42 a.C., ele defendeu sua posição contra as tropas de Bruto e Cássio, e preparou o cenário para a vitória dos triúnviros na Batalha de Filipos. Flaco foi pretor em 43 a.C. e cônsul em 38 a.C.. Ele cunhou moedas durante seu mandato de pretor. [23] [24] [25] [26] [27] [28]
- Caio Norbano C. f. C.n. Flaco, cônsul em 24 a.C., junto ao imperador Augusto, e posteriormente governador da Ásia. [27]
- Caio Norbano C. f. C.n. Flaco, cônsul em 15 d.C. [29] [30] [31]
- Lúcio Norbano C. f. C.n. Balbus Flaccus, cônsul em 19 d.C. [27]

### Outros Norbani
- Norbana, a esposa de Carus, amigo de Marcial. [32] [33]
- Caio Norbano Sórex, ator ativo em Pompeia e Nemi na época de Augusto. [34]
- Norbano Liciniano, um dos apoiadores de Domiciano, foi banido durante o reinado de Trajano. [35] [36]
- Aulo Búcio Lápio Máximo, um general talentoso sob Domiciano e Trajano. Ele reprimiu a revolta de Lúcio Antônio Saturnino na Germânia Superior, em 91 d.C. Ele foi cônsul em 103 d.C. Embora tenha tido sucesso na Guerra Dácia, ele foi derrotado e morto na Guerra Parta, em 115 d.C. [37] [38] [39] [40] [41] [42]
- Tito Flávio Norbano, prefeito pretoriano do imperador Domiciano, cuja morte testemunhou. [43] [33]
- Norbano, banido pelo imperador Cômodo. [44] [33]
- Norbana, banido por Cômodo. [44] [33]